# Antonio Guido Filipazzi
Antonio Guido Filipazzi (né le 8 octobre 1963) est un prélat italien de l'Église catholique qui travaille au service diplomatique du Saint-Siège depuis 1992. 

## Biographie
Il naît à Melzo, dans la province de Milan, le 8 octobre 1963 et grandit à Gessate. Après des études classiques, il étudie à la section de Gênes de la faculté de théologie de l'Italie du Nord, obtenant une licence en théologie en 1987. Le 10 octobre 1987, il est ordonné prêtre du diocèse de Gênes par le cardinal Giuseppe Siri Le 1er septembre 1989, il est incardiné dans le diocèse de Vintimille-San Remo.
Il est vicaire paroissial de la cathédrale Santa Maria Assunta de Vintimille et enseigne le droit canonique au séminaire épiscopal « Pie XI » de Bordighera de 1989 à 1990. Il obtient ensuite son doctorat en droit canonique à l'Université pontificale de la Sainte-Croix le 12 mai 1992 et un diplôme de l'Académie pontificale ecclésiastique.

## Carrière diplomatique
Il entre au service diplomatique du Saint-Siège le 1er juillet 1992. Il est d'abord affecté aux nonciatures de Sri Lanka (en) (1992 à 1995), Autriche (en) (1995 à 1998), et Allemagne (1998 à 2003), puis à Rome, à la section des relations avec les États de la Secrétairerie d'État de 2003 à 2011.
Il enseigne également le droit canonique au Séminaire Redemptoris Mater (en) de Berlin de 2002 à 2003 et est membre de la délégation du Saint-Siège à la Commission mixte italo-vaticane, établie pour approfondir les profils du concordat liés au libre accomplissement du ministère des évêques et les questions de procédure pénale connexes, de 2004 à 2011. Le 8 janvier 2011, le pape Benoît XVI le nomme archevêque titulaire de Sutri (it) et nonce apostolique. Il reçoit sa consécration épiscopale le 5 février des mains du pape Benoît. À l'époque, il est le plus jeune évêque italien et le plus jeune nonce,.
Le 23 mars 2011, il est nommé nonce apostolique en Indonésie (en)
Le 26 avril 2017, le pape François le nomme nonce apostolique au Nigeria (en) Le 24 octobre 2017, il est également nommé observateur permanent auprès de la Communauté économique des États de l'Afrique de l'Ouest (CEDEAO).
Le 8 août 2023, le pape François le nomme nonce apostolique auprès de la Pologne.

## Succession apostolique
Antonio Guido Filipazzi a ordonné les évêques suivants :
- Évêque Benedictus Estephanus Rolly Untu (de), M.S.C. (2017)
- Évêque Ernest Obodo (de) (2018)
- Évêque Patrick Eluke (de) (2019)
- Évêque Augustine Ndubueze Echema (de) (2020)
- Évêque Julius Yakubu Kundi (de) (2020)
- Évêque Michael Kalu Ukpong (de) (2020)
- Évêque Luka Sylvester Gopep (de) (2021)
- Évêque David Ajang (de) (2021)
- Évêque Peter Nworie Chukwu (de) (2021)
- Évêque Isaac Bunde Dugu (de) (2022)
- Évêque John Bogna Bakeni (de) (2022)
- Évêque Anthony Ovayero Ewherido (de) (2023)
- Évêque Mark Maigida Nzukwein (de) (2023)
- Évêque Tomasz Sztajerwald (pl) (2024)